# Прихована імперія
«Прихована імперія» (2002) — перша книга в серії «Сага про сім сонць» Кевіна Дж. Андерсона, опублікована 24 липня 2002 року. «Паблішер Віклі» назвав це «зірковим запуском нового серіалу» та «захопливою епопеєю майбутнього», а також похвалив його «привабливих героїв». Гаррієт Клаузнер з TheBestReviews.com написала: «Розповідь захоплює аудиторію з самого початку, оскільки Кевін Дж. Андерсон ... поєднує гравців і світи в захоплюючому сюжеті. Таким чином, глядачі не так часто отримують розширений пролог Замість цього читачі отримують потужний футуристичний епос, який містить міцну окрему сюжетну лінію, але забезпечує динамічність. крутий момент, який змусить аудиторію бажати продовжувати без зупинки».  Однак «НФ Сігнал» описав це як «досить пішохідну космічну оперу, яка, тим не менш, має кілька цікавих ідей». 
Загалом «Сага про сім сонць» — серія із семи романів  — космічних опер американського письменника Кевіна Дж. Андерсона, опублікованих між 2002 і 2008 роками. Дія книжок розгортається в недалекому майбутньому, коли люди колонізували низку інших планет по всій галактиці, частково завдяки технологічній допомозі стародавньої іншопланетної раси Ілдиран. Серіал розповідає про всесвітню війну, яка спалахує, коли люди ненавмисно розпалюють гнів прихованої імперії прибульців елементарів, відомих як гідроги. Внутрішній конфлікт спалахує як в імперіях людей, так і в імперії Ілдиран, оскільки інші стародавні елементальні раси знову з’являються, щоб відновити свою давню війну з гідрогами.

## Обставини
У майбутньому людська раса колонізувала кілька планет у Спіральному рукаві Оріона, більшістю з яких керує потужна Терранська Ганза (Ганза). Хоча Ганза нібито управляється королями, насправді контролюється її головою, а маріонеткові монархи просто виконують накази. Століттями тому кораблі кількох поколінь вирушили з Землі, щоб знайти нові світи; один із них зіткнувся з ільдиранцями, стародавньою іншопланетною расою, яка поділилася своєю технологією зоряного приводу (яка дозволяє подорожувати швидше за світло ) і привела людей на планети, придатні для життя. Самі ілдиранці, психічно пов’язані зі своїм лідером Магом-Імператором, стали застійними та уникають як експансії, так і інновацій.
На початку серіалу зарозумілий голова Ганзи Василь Вацлав починає готувати заміну старіючому королю Фрідріху. Василь планує ще більше розширити людську імперію завдяки відкриттю іншопланетної технології вимерлої раси клікісів, яка дозволить вченим створити нову зірку з газового гіганта, перетворивши холодні місяці на планети, готові для колонізації. Найвидатнішим людським світом, крім Землі, є Терок, планета, вкрита напіврозумними світовими деревами, яка тихо не залежить від Ганзи. «Зелені жерці» Терока здатні спілкуватися з деревами та телепатично спілкуватися в космосі, торкаючись дерева, що робить їх незамінними для миттєвого зв’язку по всій галактиці. Роумери — це клани працьовитих людей, які підпільно живуть на околицях космосу, керуючи прибутковою економікою, зосередженою на продажу цінного палива зоряного приводу екті та інших товарів. Займання газового гіганта Онсьє розкриває існування стихійних гідрогів, а ненавмисний геноцид гідрогів руками людей розпалює гнів інших прихованих популяцій гідрогів по всій галактиці. Їхня жорстока помста та примусове припинення збору екті загрожують скалічити як людську, так і ілдиранську цивілізації та стати фактичним оголошенням війни. Агресія гідрогів знову пробуджує вердані, сутності світового дерева, які втекли до Терока після поразки в давній війні з гідрогами. Тим часом ілдиранський маг-імператор Сірок намагається приховати таємниці своєї раси та зберегти багатовіковий план остаточного виживання ільдіранців. А чорні роботи клікіси, які страждають на амнезію, залишилися після таємничого знищення батьківської раси, мають власні секрети.

Війна загострює тліюче суперництво між людськими фракціями та розпалює розкол у свідомості Ілдирана. Пізніше вогняні фаеро та водяні гогали також знову з’являються, оскільки війна з їхніми стародавніми ворогами гідрогами загострюється. Давні таємниці ільдиранців і клікіссів розкриваються серед великого руйнування, і через 10 000 років клікіси повертаються, щоб за будь-яку ціну відвоювати свою власну імперію.

## Стислий сюжет
Колонізувавши багато світів у Спіральному рукаві, людство розділилося на три гілки: земну Ганзейську лігу (Ганза) та її підпорядковані планети, незалежний світ Терок із його телепатичними зеленими жерцями та волоцюг, міжпланетних торговців, які віддають перевагу зоряним кораблям. і приховані бази для звичайної планетарної цивілізації. Єдиними іншими відомими розумними видами в галактиці є ілдиранці, стародавня цивілізація на піку свого розвитку, і давно вимерлі клікіси, чиї планети залишаються порожніми, крім їхніх незвичайних руїн.
На початку роману Ганза успішно випробувала нещодавно відкриту давню технологію Klikiss, яка може перетворювати газові планети-гіганти на сонця. Займання планети Онсьєр зрештою перетворить її супутники на світи, придатні для життя, ідеальні для людської колонізації, але воно також убило мільйони гідрогів, раніше невідомої раси газових елементалів, що живуть у ядрі планети під високим тиском. Замкнуті на кораблях кристалічної кулі, гідроги мстять систематично знищуючи кілька скаймінів Роумерів, плавучих фабрик, які збирають водень, який використовується для виробництва життєво важливого палива для зоряних двигунів ekti з атмосфери газових гігантів. Потужні бойові кулі також знищують супутники Онсьєра та наукову космічну станцію, перш ніж попередити людство про те, щоб воно трималося подалі від усіх газових гігантів або було знищено. Цей ультиматум переривається вбивством маріонеткового короля Ганзи Фрідріха та всіх, хто був поруч із ним.

Оскільки брак екті скалічить як людську, так і ілдирійську цивілізації, а гідроги відмовляються вести переговори чи навіть реагувати на людські спроби миру, їхній ультиматум фактично є оголошенням війни. Люди та ільдиранці встановлюють оборону, щоб захистити свої інтереси, але практично незнищенні гідрогові кораблі та їх блискавки та крижана зброя здаються непереможним ворогом. Зарозумілий голова Ганзи Василь Вацлав, справжня сила, що стоїть за Ганзою, призначає молодого принца Петеранаступником Фрідріха. Вручно обраний Василем із безвісності та спеціально навчений для його ролі номінального глави Ганзи, новий король Петро невдовзі вступає в суперечку з головою, чий стиль правління здається Петеру радше корисливим зміцненням влади, ніж засобом керувати владою. населення в значущий спосіб. Тим часом раптова поява гідрогів ускладнює справу для Ілдиранського мага-імператора Сірок'ха; він і його попередники зберігали існування гідрогів у таємниці протягом тисячоліть, коли вони планували засоби для нейтралізації загрози, якщо гідроги повернуться. Власний спадкоємець Сайрока, головний заступник Джора, закохався в жінку-зеленого священика Ніру Халі, і незабаром Сайрок повірив, що її телепатичні здібності можуть бути корисними для його невдалого плану Гідрога. 

## Приквел
«Завуальовані альянси» — це графічний роман-приквел до циклу «Сага про сім сонць» Кевіна Дж. Андерсона, опублікованого 1 лютого 2004 року. «Паблішер Віклі» високо оцінив його «надзвичайне мистецтво», але зазначив, що сюжет «скоріше схожий на поспішний синопсис історії, ніж на саму історію». 

### Сюжет
За кілька сотень років до подій « Прихованої імперії» (2002) кораблі одинадцяти поколінь були відправлені з перенаселеної Землі, щоб знайти нові планети для колонізації. Один із кораблів, Caillié, зрештою натрапляє на ільдиранців, розвинену расу, здатну подорожувати швидше за світло. Ілдиранці допомагають жителям Кайлі заселити планету Терок і врятувати більшість людських кораблів, що залишилися, а потім відправляють посланця на Землю, щоб знайти союз. Тепер Землею керує сухлий король Бен, а голова Hansa Малкольм Станніс смикає за ниточки за лаштунками. 
Серіал отримав різні відгуки. Publishers Weekly назвав «Приховану імперію» 2002 року «зірковим запуском нового серіалу» та «захоплюючою епопеєю майбутнього», а також похвалив її «привабливих героїв».  Гаррієт Клаузнер з TheBestReviews.com написала: «Розповідь захоплює аудиторію з самого початку, оскільки Кевін Дж. Андерсон ... поєднує гравців і світи в захоплюючому сюжеті. Таким чином, глядачі не так часто отримують розширений пролог. Замість цього читачі отримують потужний футуристичний епос, який містить міцну окрему сюжетну лінію, але забезпечує динамічність. крутий момент, який змусить аудиторію бажати продовжувати без зупинки».  Однак SF Signal описав це як «досить повільну космічну оперу, яка, тим не менш, має кілька цікавих ідей».  У шостій книзі, Metal Swarm (2007), Publishers Weekly зазначив, що серію «з поважною причиною порівнюють з деякими з найграндіозніших епічних творів цього жанру»